# Living By Numbers
«Living By Numbers» (en español: Vivir de acuerdo con los números) es una canción del género synthpop y new wave compuesta por Tony Mansfield  y perteneciente al grupo inglés New Musik. Fue lanzado como sencillo el 18 de abril de 1980 y llegó al número 13 en la lista de sencillos del Reino Unido. Fue grabado y lanzado bajo el sello Sony Music.

## Curiosidades
- Al final de las canciones puede escuchar (al minuto 02:20), a Luca Prodan (1953 - 1987);  quien sería el mítico líder del grupo de rock argentino Sumo.